# Semiothisa benguellae
Semiothisa benguellae är en fjärilsart som beskrevs av Louis Beethoven Prout 1928. Semiothisa benguellae ingår i släktet Semiothisa och familjen mätare. Inga underarter finns listade i Catalogue of Life.